# Schleuse Gimritz
Die Schleuse Gimritz ist eine Schleuse der Bundeswasserstraße Saale bei Saale-km 92,30. Sie befindet sich im Stadtgebiet der Stadt Halle (Saale) in Sachsen-Anhalt. Benannt wurde die Schleuse nach dem Gut Gimritz. Die Anmeldung zur Schleusung erfolgt per Telefon. Sie befindet sich im Zuständigkeitsgebiet des Außenbezirks 5 (ABZ 5) in Merseburg. Zwischen Trotha und der Rohrbrücke Leuna-Kröllwitz (Saale-Km 124,40) hat die Saale die Wasserstraßenklasse I und wird hauptsächlich von der Fahrgast- und Sportschifffahrt genutzt.

## Geschichte
Die Nutzung der Saale für Güter- oder Personentransporte ist seit 981 urkundlich belegt. In Chroniken der Saaleschifffahrt wird berichtet, dass bereits in der zweiten Hälfte des 14. Jahrhunderts das Wasser des Flusses Saale angestaut wurde. Die angestaute Wassermenge wurde zum Betrieb von Mühlen bzw. zum Flößen genutzt. Am 21. Oktober 1530 erteilte Kaiser Karl V. dem Erzstift Magdeburg das Privileg der freien Schifffahrt auf der Saale und die Erlaubnis, den Fluss auszubauen. Erste hölzerne Schleusen dienten den Schiffern zur Bewältigung des Frachtverkehrs. Fürst Wolfgang von Anhalt, Regent über Bernburg, schloss 1559 auf Drängen des Erzbischofs Sigismund einen Vertrag zum Ausbau und Sicherung der Saaleschifffahrt ab. Erst knapp 100 Jahre später, ab dem Jahre 1790 wurde die Saaleschifffahrt weiter ausgebaut. Der Kurfürst von Sachsen, Friedrich August III. ordnete an, die obere Saale und die Unstrut schiffbar zu machen.
Die heute noch vorhandene und nutzbare Schleuse sollte durch den Umgehungskanal Halle mit der Schleuse Halle umgangen werden. Die Bauunterlagen waren vollständig ausgearbeitet. Die drei Schleusen, die Schleuse Gimritz, die Stadtschleuse Halle und die Schleuse Böllberg sollten umfahren werden und die Wasserstraße für das 1000-Tonnen-Schiff nutzbar gemacht werden. Wie auch für die Saaleschleusen zwischen Calbe und Wettin war eine Nutzlänge von etwas mehr als 100 Meter und einer Breite von 20 Meter vorgesehen. Der Umgehungskanal Halle und die Schleuse Halle wurden kriegsbedingt nicht gebaut bzw. fertiggestellt.

## Beschreibung
Da damals die Saale sehr verzweigt war und viele Inseln bildete, war es an vielen Stellen möglich Wehre und Schleusen zu errichten. Größere Eingriffe in die Flusslandschaft zum Bau von Mühlen waren nicht notwendig und die sich entwickelnde Saaleschifffahrt und Flößerei wurde nicht übermäßig behindert. Das Gut Gimritz, seit 1540 im Besitz der Stadt Halle, gehörte wie diese zum Saalkreis des Erzstifts Magdeburg. 1680 kam das Erzstift als Herzogtum Magdeburg unter brandenburg-preußische Herrschaft. Während der Regierungszeit des Kurfürsten Friedrich III wurden in den 1690er Jahren die hölzernen Schleusen zu massiven Schleusenkammern mit Steinwänden umgebaut. So wurde 1696 auch die Schleuse Gimritz erneuert. In den Jahren 1762 und 1852 wurde sie instand gesetzt. Bei diesen Instandsetzungsarbeiten wurde eine Kupferplatte mit einer Inschrift freigelegt. Laut dieser Inschrift fand eine Grundsteinlegung am 25. Juni 1696, also während der Regierungszeit von Kurfürst Friedrich III. statt und ist damit einer der ältesten Schleusenstandorte an der Saale.
Im Jahr 1874 erfolgte ein Umbau der 52 Meter langen und nur etwa 5,50 Meter breiten Schleuse. Sie wurde auf eine Nutzlänge von 56 Meter verändert und auf 6,11 Meter verbreitert. Der Umbau der Schleuse um 1900 hatte das Ziel die Wasserstraße für Schiffe mit Saalemaß befahrbar zu machen. Die heutige Schleuse hat schräge Kammerwände. Sie sind auf den alten, ehemals senkrechten Schwergewichtsmauern gegründet. Eine weitere Grundinstandsetzung erfolgte 1954.